# Avril, Meurthe-et-Moselle
Avril är en kommun i departementet Meurthe-et-Moselle i regionen Grand Est (tidigare regionen Lorraine) i nordöstra Frankrike. Kommunen ligger i kantonen Briey som tillhör arrondissementet Briey. År 2022 hade Avril 1 223 invånare.

## Befolkningsutveckling
Antalet invånare i kommunen Avril
| Referens: INSEE |